# Simona Quadarella
Simona Quadarella, född 18 december 1998, är en italiensk simmare. 

## Karriär
I juni 2022 vid VM i Budapest tog Quadarella brons på 800 meter frisim. I augusti 2022 vid EM i Rom tog Quadarella sitt tredje raka EM-guld på både 800 och 1 500 meter frisim samt silver på 400 meter frisim.
I december 2023 vid kortbane-EM i Otopeni tog Quadarella guld på 400 meter frisim samt silver på både 800 och 1 500 meter frisim.
I februari 2024 vid VM i Doha tog Quadarella guld på både 800 och 1 500 meter frisim.